# Sternocanthus alter
Sternocanthus alter là một loài bọ cánh cứng thuộc họ Noteridae. Loài này được Guignot mô tả khoa học năm 1959.